# (73037) 2002 EC87
(73037) 2002 EC87 – planetoida z pasa głównego asteroid okrążająca Słońce w ciągu 3,84 lat w średniej odległości 2,45 j.a. Odkryta 9 marca 2002 roku.